# 宮崎機関区
宮崎機関区（みやざききかんく）は、かつて宮崎県宮崎市の宮崎駅に隣接して存在した日本国有鉄道の車両基地（機関区）である。現在のJR九州・宮崎車両センターにあたる。

## 沿革
- 1913年（大正2年）12月15日 - 宮崎県営鉄道開業時に宮崎駅構内に仮機関庫を開設。
- 1917年（大正6年）9月21日 - 宮崎県営鉄道の国有化に伴い、仮機関庫も官設鉄道に移管、吉松機関庫宮崎分庫となる。
- 1919年（大正8年）4月10日 - 吉松機関庫宮崎分庫を宮崎機関庫に組織変え。
- 1936年（昭和11年）9月1日 - 宮崎機関区に改称。
- 1945年（昭和20年）8月12日 - 米軍の宮崎空襲により機関区被災、建物（機関庫）全焼。
- 1951年（昭和26年）5月 - 機関区建物再建。
- 1987年（昭和62年）3月1日 - 宮崎運転区に改組される[1]。同時に、南宮崎駅に移転。

かつての機関区跡は宮崎駅付近の高架化に際して再開発され、東口側の駅前広場や住宅展示場等になっている。

## 主な所属車両
蒸気機関車
- 8620形 -（在籍1931年-1947年）
- 8900形 -（在籍1931年）
- B50形 -（在籍1931年-1933年）
- C12形 -（在籍1933年、1947年-1965年）
- C58形 -（在籍1941年-1943年）
- C51形 -（在籍1947年-1961年）
- C55形 -（在籍1957年-1965年）
- C57形 -（在籍1963年-1965年）SL牽引としては最後のお召し列車を引いた117号機の所属区である。
- C11形 -（在籍1965年）
- 8550形
- C56形
- C61形 - 京都鉄道博物館で動態保存中の2号機と、JR東日本が動態復元した20号機の、現役時代最終配置区である。
- 「国鉄動力車配置表』1931年より1965年までの1945年を除く隔年分から『世界の鉄道』1967年、朝日新聞社

ディーゼル機関車
- DD16
- DE10
- DF50

- キワ90形気動車が配置されていた。

### 所属車両の車体に記されていた略号
- 「宮」 - 「宮崎」を意味する「宮」から。
- 「鹿ミサ」 - 鹿児島鉄道管理局を示す「鹿」と、宮崎の電報略号「ミサ」で構成される。